# باهاتي (أوديسكا)
باهاتي (Багате) هي مدينة في أوديسا أوبلاست في أوكرانيا.
يبلغ عدد سكانها حوالي 3848 نسمة.